# Ксеноморфізм

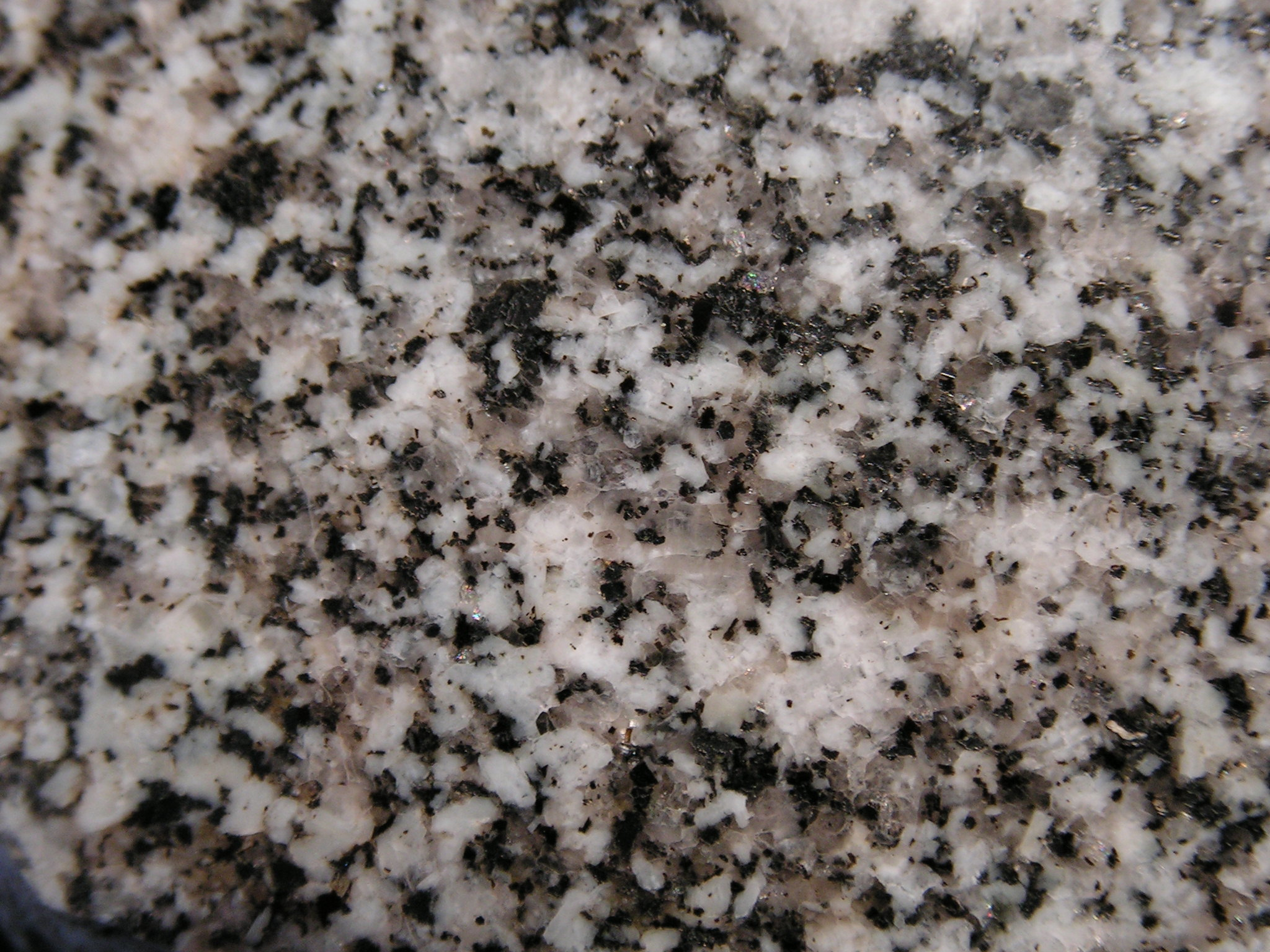
Ксеноморфні кристали кварцу (сірі) у гранодіориті

Ксеноморфізм (рос. ксеноморфизм, англ. xenomorphism, нім. Xenomorphismus m) — здатність мінералів у мінеральних комплексах набувати випадкових форм, зумовлених ростом і порядком утворення, а не їх кристалографічними особливостями.
Інша назва — алотріоморфізм. Протилежний термін — ідіоморфізм.

## Дотичні терміни
- Ксеноморфний (рос. ксеноморфный, англ. xenomorphic, нім. xenomorph) — той, що має не свої характерні кристалографічні форми, а випадкові, пов'язані з умовами росту і порядком утворення (про мінерал).

- Ксеноморфні мінерали, або Ангедральні мінерали (рос. минералы ксеноморфные, англ. xenomorphic minerals; нім. xenomorphe (fremdgestaltige) Minerale n pl) — мінерали мінеральних комплексів, які мають не свої характерні кристалографічні форми, а випадкові, пов'язані з умовами росту й порядком утворення.